# Felix Bernhard

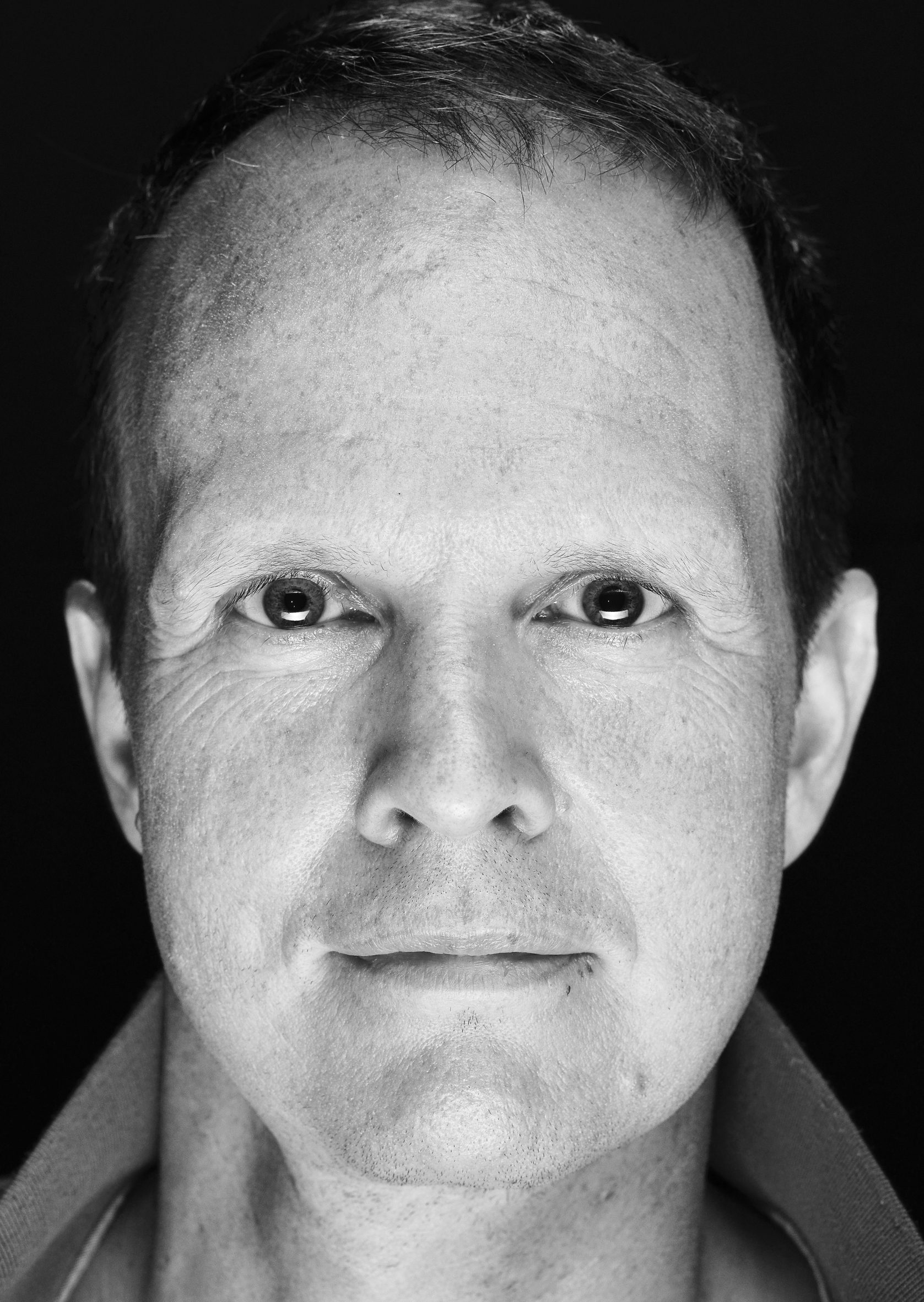
Felix Bernhard

Felix Bernhard (amtlicher Name: Felix Trutschler, * 22. November 1973) ist deutscher Sachbuchautor, Redner und Unternehmensberater.

## Leben
Nach dem Abitur im Jahr 1993 hatte Bernhard einen schweren Motorradunfall und ist seitdem querschnittgelähmt. Nach einem sechsmonatigen Klinikaufenthalt nahm er ein Studium der Volkswirtschaftslehre an der Albert-Ludwigs-Universität in Freiburg im Breisgau auf. Anschließend ging er mit einem Stipendium des Landes Baden-Württemberg an die University of North Carolina at Charlotte. Dort studierte er BWL und Theaterregie und schloss das Studium mit einem Master of Business Administration (MBA) 1999 ab. Im Anschluss arbeitete Felix Bernhard 18 Monate in den USA, bevor er nach Deutschland zurückkehrte.
Von 2001 bis 2008 arbeitete er für eine deutsche Bank in verschiedenen Positionen, bevor er zu einem anderen Finanzinstitut wechselte, um dort Führungsaufgaben zu übernehmen. 2003 pilgerte er als erster Rollstuhlfahrer 800 Kilometer auf dem Jakobsweg auf dem Camino Francés von Pamplona nach Santiago de Compostela. Im Jahr 2004 folgte der Chemin de Saint Jacuqes von Le Puy en Velay 700 Kilometer bis an die spanische Grenze. Nach dem Tod seines Vaters im Jahr 2005 pilgerte er 1200 Kilometer auf der Via de la Plata von Sevilla bis an das Kap Finisterre. Über diese Reise erschien im Jahr 2007 sein erstes Buch Dem eigenen Leben auf der Spur – als Pilger auf dem Jakobsweg. Das Buch stand  15 Wochen auf der Spiegel-Bestsellerliste und schaffte es in die Spiegel-Liste der TOP-100 Jahresbestseller (Hardcover Sachbuch). Nach weiteren Reisen auf Jakobswegen durch Deutschland und Polen leitete er eine Gruppe von sechs Pilgern auf dem Caminho Português von Porto nach Santiago de Compostela.
2010 erschien sein zweites Buch Weglaufen ist nicht – eine andere Perspektive aufs Leben. Darin beschreibt er, wie der Rollstuhl zu seinem persönlichen Coach wurde und wie gerade die veränderte Perspektive das Leben bereichert. Als erster Stand-up-Comedian im Rollstuhl trat er unter anderem bei Nightwash auf.
2012 eröffnete er mit dem Bundesverkehrsminister, Peter Ramsauer, eine neue Kampagne von „Runter vom Gas“. Im selben Jahr pilgerte Bernhard sechs Monate allein über 5.500 Kilometer von Frankfurt am Main via Rom nach Jerusalem.
2016 schaffte er es beim SWR3 Comedy Förderpreis unter die besten 15 Bewerber.

## Publikationen
- Dem eigenen Leben auf der Spur. Als Pilger auf dem Jakobsweg, FISCHER Taschenbuch, 2008 ISBN 978-3-596-17472-0.
- Lebensbrüche am Beispiel des Pilgers, in: Harald Pechlaner, Brigitte Stechhammer, Hans H. Hinterhuber (Hrsg.): Scheitern: Die Schattenseite des Daseins. Die Chance zur Selbsterneuerung, Erich Schmidt Verlag, 2009, ISBN 978-3-503-11619-5, S. 153–162
- Weglaufen ist nicht. Eine andere Perspektive aufs Leben, adeo Verlag, 2010, ISBN 978-3-942208-20-8.